# ول فارمسی
ول فارمسی (انگلیسی: Well Pharmacy) شرکت داروسازی بریتانیایی است، که در سال ۲۰۱۴ تأسیس شد.